# Gadinad Forest, Somvarpet
Gadinad Forest là một làng thuộc tehsil Somvarpet, huyện Kodagu, bang Karnataka, Ấn Độ.